# 卡齊米日一世 (庫亞維)
庫亞維的卡齊米日一世（波蘭語：Kazimierz I kujawski，约1211年—1267年12月14日），庫亞維公爵，馬佐夫舍公爵康拉德一世的次子。

## 家庭
1239年，卡齊米日與波蘭大公亨里克二世的女兒康斯坦莎結婚，兩人共有兩個兒子：
1. 萊謝克二世（1241年—1288年），波蘭大公
2. 謝莫米斯烏（1245年—1287年）

康斯坦莎於1257年去世。同年，卡齊米日與奧波萊的歐芙洛緒涅結婚，兩人共有3子1女：
1. 瓦迪斯瓦夫（1260年—1333年），波蘭國王
2. 卡齊米日（英语：Casimir II of Łęczyca）（1261年—1294年），文奇察公爵
3. 謝莫維特（1262年—1312年），多布任公爵
4. 歐菲米亞（英语：Euphemia of Kuyavia）（1265年—1308年），加利西亞-沃里尼亞王后